# San Lorenzo de la Parrilla (kommunhuvudort)
San Lorenzo de la Parrilla är en kommunhuvudort i Spanien.   Den ligger i provinsen Provincia de Cuenca och regionen Kastilien-La Mancha, i den centrala delen av landet, 130 km sydost om huvudstaden Madrid. San Lorenzo de la Parrilla ligger 950 meter över havet och antalet invånare är 1 313.
Terrängen runt San Lorenzo de la Parrilla är huvudsakligen platt. San Lorenzo de la Parrilla ligger uppe på en höjd. Runt San Lorenzo de la Parrilla är det glesbefolkat, med 17 invånare per kvadratkilometer. Närmaste större samhälle är Valverde de Júcar, 18,9 km sydost om San Lorenzo de la Parrilla. Trakten runt San Lorenzo de la Parrilla består till största delen av jordbruksmark.